# Béla Várady
Béla Várady někdy uváděný i jako Béla Váradi (12. dubna 1953 Gömörszőlős – 23. ledna 2014 Budapešť) byl maďarský fotbalista, útočník. Zemřel 23. ledna 2014 ve věku 60 let na rakovinu.

## Fotbalová kariéra
V maďarské lize hrál za Vasas Budapešť. Dále hrál ve francouzské první a druhé lize za tým Tours FC a po návratu ze zahraničního angažmá znovu za Vasas a za Váci Izzó MTE. V maďarské lize nastoupil ve 365 ligových utkáních a dal 179 gólů. V roce 1977 získal s týmem Vasas SC mistrovský titul, v letech 1973, 1981 a 1986 získal se stejným týmem maďarský pohár a v roce 1983 Středoevropský pohár. V mistrovské sezóně byl se 36 góly nejlepším střelcem maďarské ligy a druhým nejlepším střelcem v Evropě. V Poháru mistrů evropských zemí nastoupil ve 2 utkáních, v Poháru vítězů pohárů nastoupil v 5 utkáních a dal 3 góly a v Poháru UEFA nastoupil ve 11 utkáních a dal 3 góly. Za maďarskou reprezentaci nastoupil v letech 1972–1982 ve 36 utkáních a dal 13 gólů. Byl členem maďarské reprezentace na Mistrovství světa ve fotbale 1978, ale kvůli zranění do zápasu nenastoupil. S olympijskou reprezentací Maďarska získal stříbrné medaile na LOH 1972 v Mnichově, nastoupil v 6 utkáních a dal 2 góly.

## Ligová bilance
| Ročník                   | Zápasy | Góly | Klub          |
| ------------------------ | ------ | ---- | ------------- |
| 1. maďarská liga 1970/71 | 6      | 0    | Vasas SC      |
| 1. maďarská liga 1971/72 | 27     | 14   | Vasas SC      |
| 1. maďarská liga 1972/73 | 29     | 15   | Vasas SC      |
| 1. maďarská liga 1973/74 | 23     | 12   | Vasas SC      |
| 1. maďarská liga 1974/75 | 25     | 6    | Vasas SC      |
| 1. maďarská liga 1975/76 | 27     | 13   | Vasas SC      |
| 1. maďarská liga 1976/77 | 34     | 36   | Vasas SC      |
| 1. maďarská liga 1977/78 | 34     | 17   | Vasas SC      |
| 1. maďarská liga 1978/79 | 34     | 13   | Vasas SC      |
| 1. maďarská liga 1979/80 | 29     | 18   | Vasas SC      |
| 1. maďarská liga 1980/81 | 14     | 2    | Vasas SC      |
| 1. maďarská liga 1981/82 | 28     | 13   | Vasas SC      |
| 1. maďarská liga 1982/83 | 28     | 14   | Vasas SC      |
| Ligue 2 1983/84          | 29     | 6    | Tours FC      |
| Ligue 1 1984/85          | 7      | 0    | Tours FC      |
| 1. maďarská liga 1985/86 | 6      | 0    | Vasas SC      |
| 2. maďarská liga 1986/87 | -      | -    | Váci Izzó MTE |
| 1. maďarská liga 1987/88 | 21     | 1    | Váci Izzó MTE |
| CELKEM 1. liga           | 372    | '174 |               |